# Nord-Kapprovinsen
Nord-Kapprovinsen (afrikaans: Noord-Kaap; tswana: Kapa Bokone; xhosa: Mntla-Koloni; engelsk: Northern Cape) er en stor, tyndt befolket provins i det nordvestlige Sydafrika. Hovedstaden er Kimberley.
Provinsen blev oprettet i 1994 da Kapprovinsen blev delt i tre.
30°S 22°Ø / 30°S 22°Ø